# Pałac w Karminie
Pałac w Karminie (niem. Schloss Karmine, Schloss von Salisch) – zabytkowy pałac w przysiółku Karmin (Postolin) – w Polsce, w województwie dolnośląskim, w powiecie milickim, w gminie Milicz.

## Historia
Klasycystyczny pałac rodziny von Salisch; opuszczony i niezamieszkany od 1945 r. Obecnie w remoncie (kwiecień 2012). Nad wejściem płycina z inicjałami i datami: Fv.U 1806, Hv.S 1903 (Heinricha von Salischa) (1846-1920) flankującymi tarczę z herbem rodziny von Salisch. 
Do wojewódzkiego rejestru zabytków wpisany jest:
- zespół pałacowy i folwarczny:
  - pałac, z 1806 r., przebudowany w 1903, klasycystyczny rodziny von Salisch; opuszczony i niezamieszkany od 1945; obecnie w remoncie (kwiecień 2012)
  - park z końca XIX w.
  - oficyna z 1903 r.
  - ogród przy oficynie
  - folwark:
    - dom, nr 16  z 1903 r.
    - dom, nr 17 z 1900 r.
    - spichrz z 1903 r.
    - wozownia z 1890 r.,  przebudowana w 1913 r.
    - stajnia z 1890 r.,  przebudowana w 1913 r.
    - obora z 1894 r.,  przebudowana w 1905 r.
    - stodoła z 1910 r.[5]

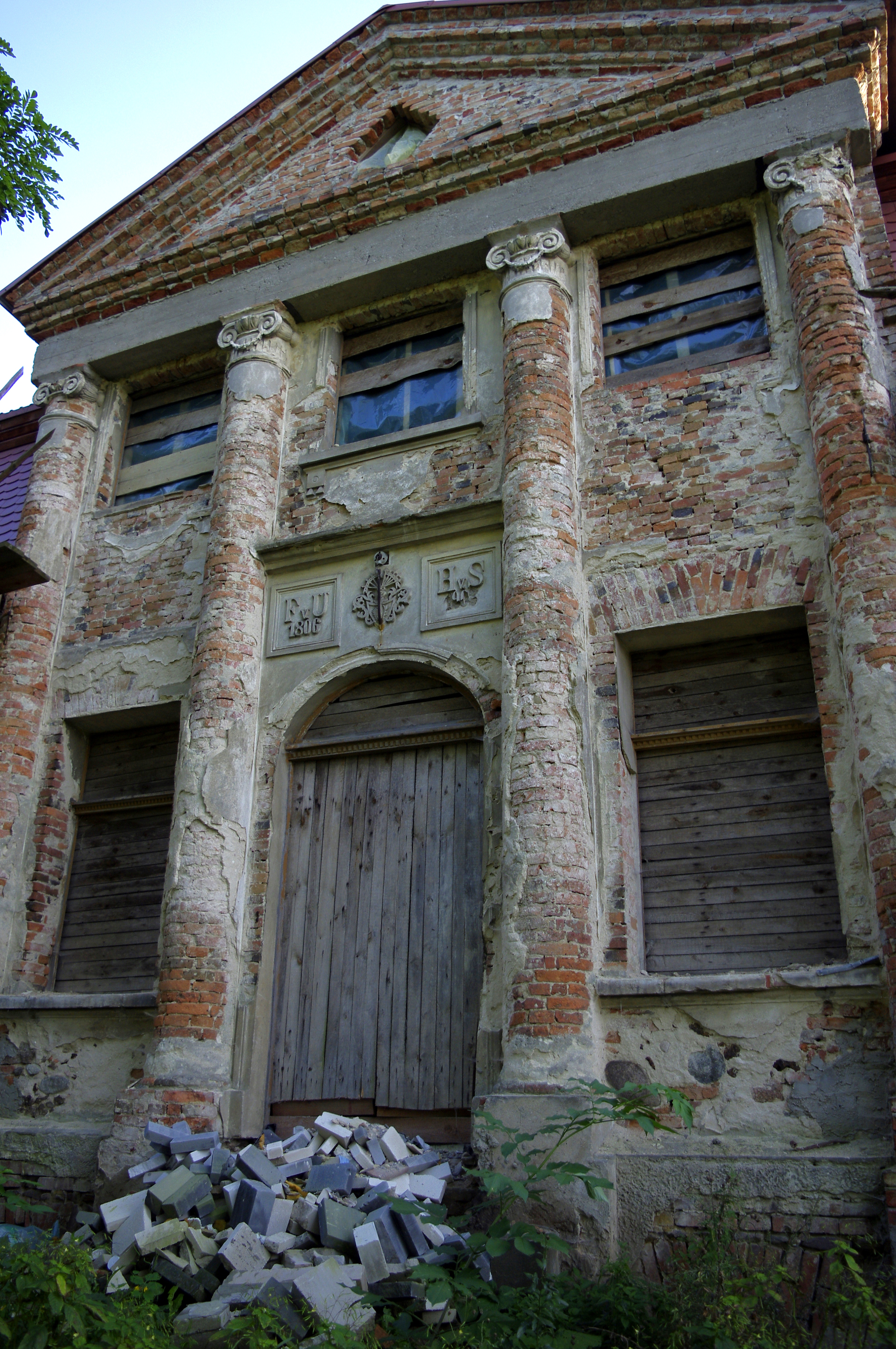
Płycina z herbem von Salisch
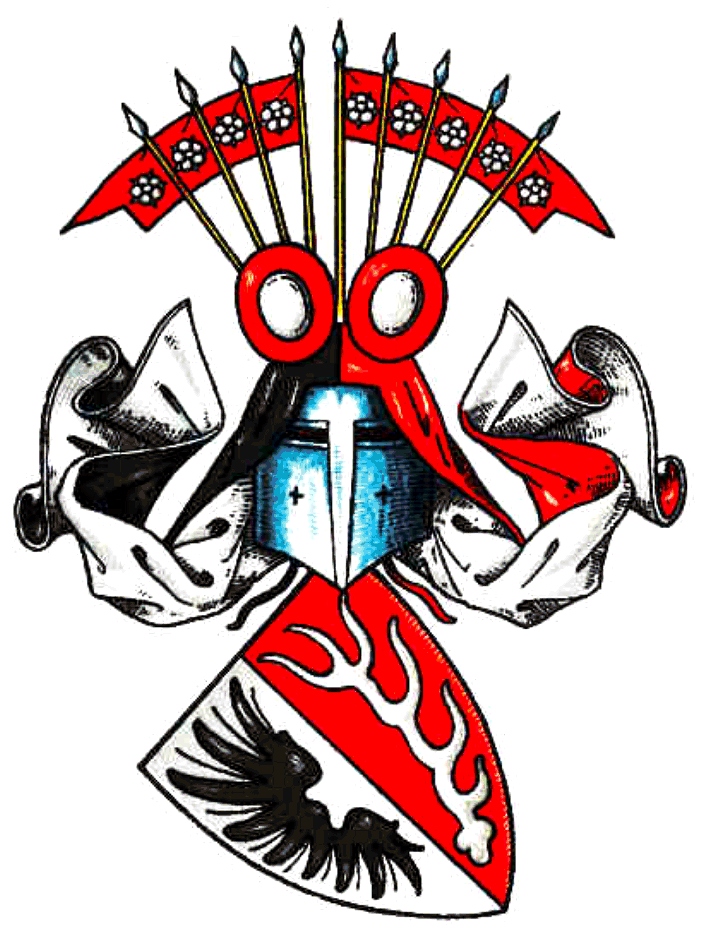
Herb von Salisch